# Eric Matlock
Eric Matlock (Santa Cruz, ...) è un wrestler statunitense.
ha combatutto nella Ohio Valley Wrestling come Rudy Switchblade.

## Nel wrestling

### Soprannomi
- "The Walking Revolution"

## Titoli e riconoscimenti
Empire Wrestling Federation
- EWF Tag Team Championship (1 - con Devon Willis)

Ohio Championship Wrestling
- OCW Tag Team Championship (1 - con Raul)

United States Wrestling Organisation
- USWO Tag Team Championship (2 - 1 con Johnny Punch - 1 con LT Falk)

Ohio Valley Wrestling
- OVW Heavyweight Championship (1)
- OVW Television Championship (3)
- OVW Southern Tag Team Championship (4 - 3 con Jessie Godderz - 1 con Rob Terry e Jessie Godderz)